# Mazsola (szereplő)
Mazsola a Mazsola és a Mazsola és Tádé című bábfilmsorozatok és mesekönyvek főszereplője. A sorozat forgatókönyvét Bálint Ágnes írta, a bábokat Bródy Vera, a díszleteket Koós Iván és Lévai Sándor tervezte, Mazsola bábját és a hangját Havas Gertrúd adta. 

## Mazsola születése
Bálint Ágnes, a sorozat írója mesélte el 1964 januárjában a Rádió- és Televízió Újságban, hogyan ihlette meg Bródy Vera duzzogó malac rajza. Manócska türelmes felnőtt figuráját pedig napi vonatozásai során formálta meg, látva a sok türelmetlen szülőt az utazók között. A sorozatot humora, a szeretni való bábok nagyon hamar sikeressé tették. A történetek hétköznapi gyerek felnőtt kapcsolatokra adtak jó megoldásokat. Az írónő abból indult ki, hogy nincs rossz gyerek vagy jó gyerek, hiszen a gyerekek még nem tudják, mi a rossz meg a jó. A siker igazi záloga az volt, hogy Mazsola pont olyan, mint egy kisgyerek, rosszaságaival és jóságaival együtt.
A siker bizonyítéka, hogy 1964-ben a Rádió- és Televízió Újság szilveszteri címlapján is Mazsola kíván boldog új évet.
1969-ben az alkotók úgy érezték, hogy valami frissítésre lenne szükség. Ekkor került bele a történetbe a kistestvér szerepében Tádé, hogy minden olyan helyzetet eljátszhassanak Mazsolával és a megfontolt, okos Manócskával, ami olyankor fordul elő, ha kistestvér érkezik a családba. Tádét hamar megszerették a nézők, és befogadták a családba.

## Érdekességek
- Bálint Ágnes elbeszélése szerint amikor megtalálta Bródy Vera rajzát, mindjárt felhívta Havas Gertrúdot, hogy akar-e malac lenni. – Akarok! – válaszolta Trudi. Megkönnyítette az írást, hogy közben már hallotta Mazsola hangját.
- 1964 májusában Mazsola  panaszkodik egy újságcikkben, hogy felhasználják a nevét olyan könyvek reklámozására, amik a testvéréről szólnak, pedig neki nincs is testvére.
- 1964 májusában nívódíjban részesült Bródy Vera a bábfigurák tervezéséért és Havas Gertrúd Mazsola megformálásáért.

## Művek melyben Mazsola megjelenik
- A Mazsola című magyar bábfilmsorozat 1964-től 1966-ig készült a Magyar Televízióban.
- Mazsola (meseskönyv) (1965)
- Megint Mazsola (mesekönyv) (1966)
- Mazsola és Tádé egy 1969-től 1971-ig készült magyar bábfilmsorozat, amely a Mazsola folytatása.
- Mazsola és Tádé (képes mesekönyv) (1971)
- Mazsola (képes mesekönyv) (1980)